# 南ローデシア・ポンド
南ローデシア・ポンド（みなみローデシア・ポンド、英語: Southern Rhodesian pound）は南ローデシアの通貨。北ローデシア、ニヤサランドでも流通していた。
| 先代 スターリング・ポンド 理由：地域通貨の作成 比率：等価 | 南ローデシアの通貨 1940 – 1953 | ローデシア・ニヤサランド連邦の通貨 1953 – 1956 | 次代 ローデシア・ニヤサランド・ポンド 地域：ローデシア・ニヤサランド連邦 理由：連邦結成 比率：等価 |
| 先代 スターリング・ポンド 理由：地域通貨の作成 比率：等価 | 北ローデシアで流通 1940 – 1953 | ローデシア・ニヤサランド連邦の通貨 1953 – 1956 | 次代 ローデシア・ニヤサランド・ポンド 地域：ローデシア・ニヤサランド連邦 理由：連邦結成 比率：等価 |
| 先代 スターリング・ポンド 理由：地域通貨の作成 比率：等価 | ニヤサランドで流通 1940 – 1953 | ローデシア・ニヤサランド連邦の通貨 1953 – 1956 | 次代 ローデシア・ニヤサランド・ポンド 地域：ローデシア・ニヤサランド連邦 理由：連邦結成 比率：等価 |